# Espelkamp
Espelkamp est une ville de Rhénanie-du-Nord-Westphalie (Allemagne), située dans l'arrondissement de Minden-Lübbecke, dans le district de Detmold, dans le Landschaftsverband de Westphalie-Lippe.

## Divisions de la ville
Après la réforme locale de 1973, Espelkamp consiste en 9 districts:
| village               | population 31 décembre 2007 | Stadtgliederung |
| --------------------- | --------------------------- | --------------- |
| Altgemeinde Espelkamp | 965                         | Stadtgliederung |
| Fabbenstedt           | 829                         | Stadtgliederung |
| Fiestel               | 1.023                       | Stadtgliederung |
| Frotheim              | 2.674                       | Stadtgliederung |
| Gestringen            | 1.834                       | Stadtgliederung |
| Isenstedt             | 2.658                       | Stadtgliederung |
| Schmalge              | 399                         | Stadtgliederung |
| Vehlage               | 618                         | Stadtgliederung |
| Espelkamp Zentrum¹    | 15.553                      | Stadtgliederung |
|                       |                             | Stadtgliederung |

## Évolution démographique
| Année      | 1939 | 1950 | 1961  | 1970  | 1980  | 1985  | 1990  | 2000  | 2005  |
| ---------- | ---- | ---- | ----- | ----- | ----- | ----- | ----- | ----- | ----- |
| Population | 1072 | 2784 | 10454 | 12709 | 23045 | 21769 | 26101 | 26952 | 26126 |

## Personnalités liées à la ville
- Ricci Hohlt (1945-), actrice née à Isenstedt.
- Harald Nickel (1953-2019), footballeur né à Espelkamp.
- Heinz Rudolf Kunze (1956-), musicien né à Espelkamp.

## Jumelages
- Angermünde (Allemagne) depuis 1990
- Borås (Suède) depuis 1995
- Nagykörös (Hongrie) depuis 1991
- Torgelow (Allemagne) depuis 1990